# 加里·根斯勒
加里·根斯勒（英語：Gary Gensler，1957年10月18日—）是一位美國政府官員、前高盛投資銀行家，現任美國證券交易委員會主席。

## 生平
根斯勒曾领导拜登-哈里斯过渡时期联邦储备、银行和证券监管机构审查小组。在此任職之前，根斯勒是麻省理工斯隆管理學院全球經濟與管理實務教授。
根斯勒於2009年5月26日至2014年擔任美国商品期货交易委员会主席。
2021年喬·拜登總統提名根斯勒擔任美國證券交易委員會第33任主席。接替SEC代理主席艾莉森·海倫·李。

## 加密货币监管
加里·根斯勒对加密货币持批评态度，其领导下的证券交易委员会（SEC）经常将加密资产随机归类为证券，但未提供明确的标准或指南。一项由经济学家撰写并发表在Finance Research Letters上的研究发现，SEC的意外监管干预导致加密资产市场长期负面反应，并质疑SEC维持公平和有序市场的核心职责。

## 外部連結
- C-SPAN內的頁面（英文）
- CFTC biography 的存檔，存档日期October 30, 2014，.